# 六月的愛人
《六月的愛人》是香港歌手蔡立的第六張大碟，在1992年6月17日推出。專輯中的《只想對你說一句》是她第二次演唱國語作品，這也是她在第二張大碟《不得了》中的《絕戀》之國語版本。另外，專輯第一主打歌《生死約》也是她的著名作品。

## 曲目
| 曲序 | 曲名                   | 曲                                             | 詞     | 編曲          | 附註                                                                    |
| 01   | 獨身女郎               | 尾崎亞美                                       | 周禮茂 | 唐奕聰        | 第二主打歌 改編自尾崎亞美的《Southern Cross》                           |
| 02   | Night & Day            | Roxanne Seeman Billie Hughes                   | 周禮茂 | 袁卓繁        | 第三主打歌 改編自Bette Midler的《Night & Day》                          |
| 03   | 喜歡不等於愛           | 黃韻玲                                         | 周禮茂 | C.Y.Kong      | O. T. 多情無罪 / 潘越雲 ⓟⓒ1991 - 3                                      |
| 04   | 決定                   | 雷有暉                                         | 因葵   | 雷有暉        |                                                                         |
| 05   | 為你的夢來，為你的愛生 | Roxanne Seeman Dominic Messinger Billie Hughes | 潘偉源 | 袁卓繁        | 改編自Billie Hughes的《Welcome To The Edge》 同曲曲目：李樂詩《請表態》 |
| 06   | 只想對你說一句         | 中島美雪                                       | 陳嘉國 | 谷中仁 姚志漢 | 粵語原曲為《絕戀》 改編自中島美雪的《鳥になって》                       |
| 07   | 生死約                 | 中島美雪                                       | 林夕   | 杜自持        | 第一主打歌 改編自中島美雪的《笑ってよエンジェル》                       |
| 08   | 六月的愛人             | 杜自持                                         | 周禮茂 | 杜自持        |                                                                         |
| 09   | 傲慢與偏見             | 瑪蒂卡 Michael Cruz                            | 周禮茂 | 杜自持        | 改編自Martika的《Pride & Prejudice》 同曲曲目：李樂詩《絕情女》         |
| 10   | 幻舞                   | 黃尚偉                                         | 吳旅榮 | 黃尚偉        |                                                                         |
| 11   | 我不要愛情             | Keeith Diamond Larry Henley Anthony Smith      | 林夕   | 杜自持        | O. T. HEAVEN'S JUST A WHISPER AWAY / Donna Summer ⓟⓒ1991 - 8 - 23       |

## 唱片版本
- 錄音帶版
- CD版